# Quissis
Quissis (em inglês: kissis) são um povo da África Ocidental distribuído no encontro da fronteira entre a Libéria, Serra Leoa e Guiné; vivem em sua maioria na Guiné, especialmente nas zonas densamente florestadas de Quissidugu e Guequedu. Excedem 525 000 indivíduos e a maioria deles é cristã, animista ou professa práticas sincréticas; a minoria (menos de 10%) é muçulmana. Eles falam uma língua mel e aqueles que vivem na Serra Leoa estão sob forte influência cultural dos mandês.

## Historia
A tradição quissi considera que antes do século XVII habitavam a região do Níger Superior. Viveram ao sul de Futa Jalom até os dialonquês os expulsarem. Após 1600, migraram para oeste, expulsando os limbas em sua marcha, mas estiveram sob constante ameaça dos corancos. Desde então dedicaram-se à cultura intensiva de milhete, implicando no desflorestamento das zonas habitadas; no século XIX transitaram à cultura de arroz. Hoje, muitos deles são fazendeiros de subsistências ou laboradores urbanos.